# Tribune Publishing
Tribune Publishing Company (trước đây là Tronc, Inc.)  là một tờ báo in và công ty xuất bản truyền thông trực tuyến của Hoa Kỳ có trụ sở tại Chicago, Illinois. Danh mục đầu tư của công ty bao gồm Chicago Tribune, New York Daily News, The Baltimore Sun, Orlando-Sentinel cho South Florida, Hartford Courant, các tiêu đề bổ sung ở Pennsylvania và Virginia, các hoạt động cung cấp và trang web. Nó cũng xuất bản một số tờ báo địa phương trong khu vực đô thị của nó, được tổ chức thành các nhóm công ty con. Đây là nhà xuất bản báo lớn thứ ba của quốc gia (sau Gannett và The McClatchy Company), với mười một nhật báo và báo lá cải trên khắp Hoa Kỳ.
Được thành lập vào năm 1847 với việc thành lập Chicago Tribune, Tribune Publishing hoạt động như một bộ phận của Tribune Company, một tập đoàn đa phương tiện có trụ sở tại Chicago, cho đến khi nó được tách ra thành một công ty đại chúng riêng biệt vào tháng 8 năm 2014.
Vào ngày 20 tháng 6 năm 2016, công ty đã thông qua tên tronc, viết tắt của "Tribune online content". Cổ đông chính của nó, với 25,5% cổ phần, là ông trùm kinh doanh người Mỹ Michael W. Ferro, Jr. Năm 2016, The New York Times mô tả ông là "một trong những ông trùm truyền thông quan trọng nhất và không thể đoán trước" của đất nước. Năm 2018, Tronc tuyên bố sẽ bán các giấy tờ ở California, bao gồm Los Angeles Times, San Diego Union-Tribune và các tờ báo nhỏ khác trong Tập đoàn California News cho một công ty đầu tư do Patrick Soon-Shiong đứng đầu với giá 500 triệu USD. Việc bán kết thúc vào ngày 18 tháng 6 năm 2018. Vào tháng 10 năm 2018, công ty trở lại với tên Tribune Publishing.

## Ấn phẩm thuộc sở hữu

### Hiện hành

#### Báo
- Chicago Tribune (Chicago, Illinois)
  - Daily Southtown (Chicago, Illinois)
  - Post-Tribune (Merrillville, Indiana)
  - Naperville Sun (Naperville, Illinois)
  - Elgin Courier-News (Elgin, Illinois)
  - Aurora Beacon (Aurora, Illinois)
  - Lake County News-Sun (Gurnee, Illinois)
  - Pioneer Press
  - Hoy (Chicago, Illinois)
- The Capital fka Capital Gazette (Annapolis, Maryland)
  - Maryland Gazette
  - Bowie Blade (Bowie, Maryland)
  - Crofton-West County Gazette (Crofton, Maryland)
- Baltimore Sun (Baltimore, Maryland)
  - Carroll County Times (Westminster, Maryland)
- Sun-Sentinel (Fort Lauderdale, Florida)
  - Boca Times (Boca Raton, Florida; Highland Beach, Florida)
  - El Sentinel del Sur de la Florida (Fort Lauderdale, Florida)
  - Florida Jewish Journal
  - Delray Sun (Delray Beach, Florida; Gulf Stream, Florida)
  - Gateway Gazette (Boynton Beach, Florida; Lantana, Florida; Hypoluxo, Florida; Atlantis, Florida; South Palm Beach, Florida; Ocean Ridge, Florida; Manalapan, Florida; Briny Breezes, Florida)
  - Glades Gazette (Miramar, Florida; Pembroke Pines, Florida; Weston, Florida; Southwest Ranches, Florida)
  - Pier Review (Deerfield Beach, Florida; Pompano Beach, Florida; Lighthouse Point, Florida; Hillsboro Beach, Florida)
  - Riverside Times (Fort Lauderdale, Florida; Oakland Park, Florida; Wilton Manors, Florida; Lauderdale-by-the-Sea, Florida; Sea Ranch Lakes, Florida)
  - Sawgrass Sun (Plantation, Florida; Sunrise, Florida; Lauderhill, Florida; Tamarac, Florida; North Lauderdale, Florida; Lauderdale Lakes, Florida)
  - The Forum (Coral Springs, Florida; Coconut Creek, Florida; Margate, Florida; North Lauderdale, Florida; Parkland, Florida)
  - The Trailblazer (Davie, Florida; Cooper City, Florida; Southwest Ranches, Florida)
  - The Villager (Wellington, Florida; Royal Palm Beach, Florida; Greenacres, Florida; Loxahatchee Groves, Florida; Westlake, Florida; The Acreage, Florida)
  - West Boca Times (west Boca Raton, Florida)
- Orlando Sentinel (Orlando, Florida)
  - El Sentinel (Orlando, Florida)
- The Virginian-Pilot (Norfolk, Virginia)
  - Inside Business (Norfolk, Virginia)
  - Style Weekly (Richmond, Virginia)
  - AltDaily Lưu trữ ngày 2 tháng 9 năm 2019 tại Wayback Machine (Norfolk, Virginia)
- The Hartford Courant (Hartford, Connecticut)
  - ReminderNews
- The Morning Call (Allentown, Pennsylvania)
- Daily Press (Newport News, Virginia)
  - The Virginia Gazette (Williamsburg, Virginia)
  - The Tidewater Review
- New York Daily News (New York, New York)

#### Báo lá cải
- RedEye (Chicago, Illinois)
- Tribune News Service

#### Tạp chí
- City & Shore Magazine
- Chicago Magazine
- Hartford Magazine
- Naperville Magazine
- Polo Equestrian of the Palm Beaches
- Prime Magazine
- South Florida Parenting
- Williamsburg Magazine

#### Trang web
- The Daily Meal
- The Active Times
- Military News
- Metromix

#### Cơ quan cung cấp
- Tribune Content Agency

### Trước đây
- AM New York (New York, New York; 2003–2008)
- Newsday (Melville, New York; 2000–2008)
  - 8 tuần san cộng đồng
- Hoy (Los Angeles vàSan Diego (với 1 ấn phẩm cho Bắc Baja California), California; 2000−2018)
- Los Angeles Times (Los Angeles, California; 2000-2018)
  - Daily Pilot (Newport Beach, California)
  - Burbank Leader (Burbank, California)
  - Glendale News Press (Glendale, California)
  - La Canada Valley Sun (La Canada Flintridge, California)
- San Diego Union-Tribune (San Diego, California; 2015-2018)
  - 8 tuần san cộng đồng